# بخش تولوز
بخش تولوز (به فرانسوی: Arrondissement de Toulouse) یک بخش در فرانسه است که در اوت-گارون واقع شده‌است.